# 托朗克城堡
托朗克城堡（Château Thorenc）又名牛津城堡（Château d'Oxford），是法国蓝色海岸戛纳加利福尼亚区的一座海滨花园别墅和文化遗产建筑，由贝德福德公爵夫人建于1870年，建筑师列昂贝尔、路易苏，坐落在牛津大道38号和安南大街12号。

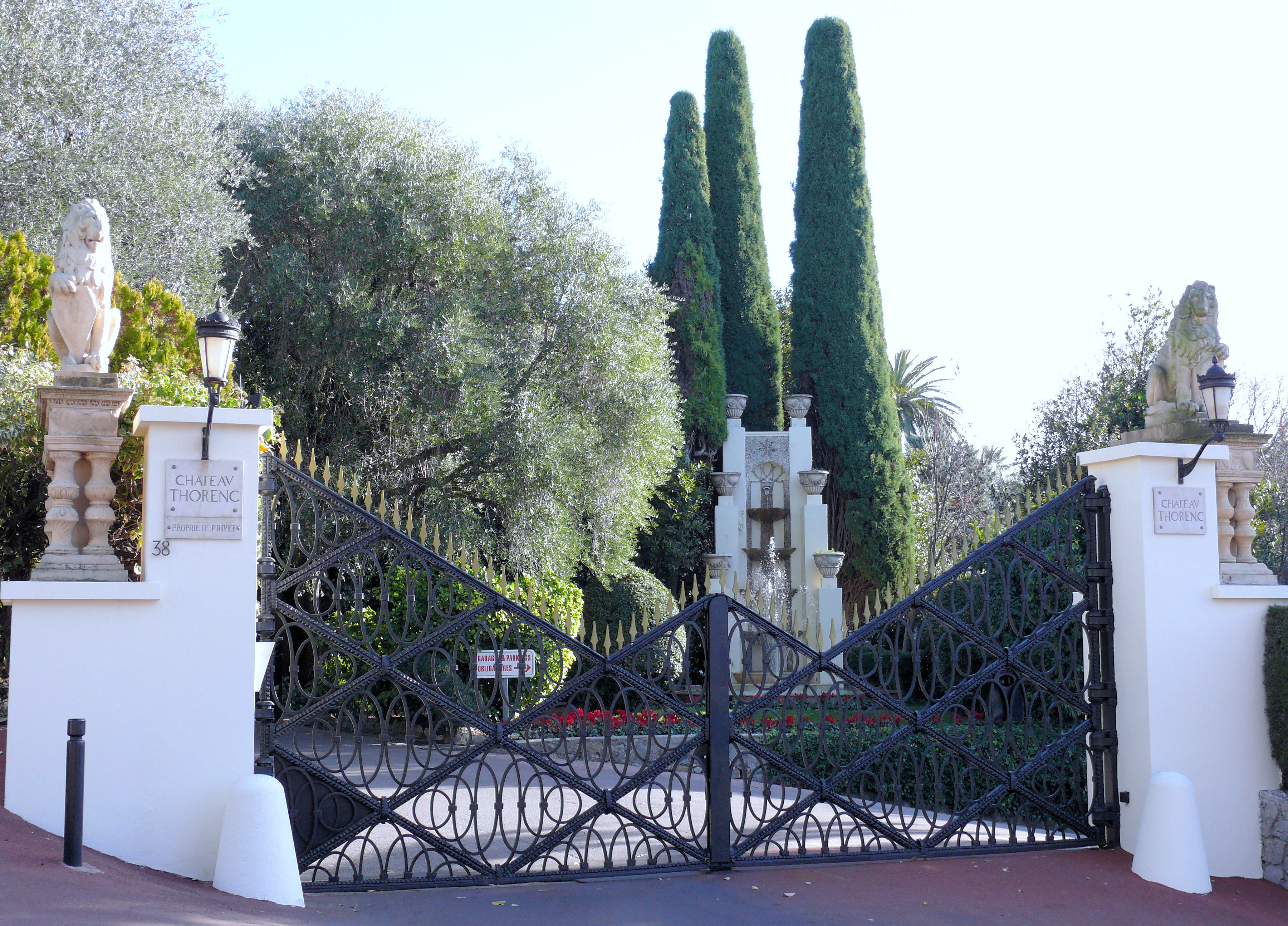
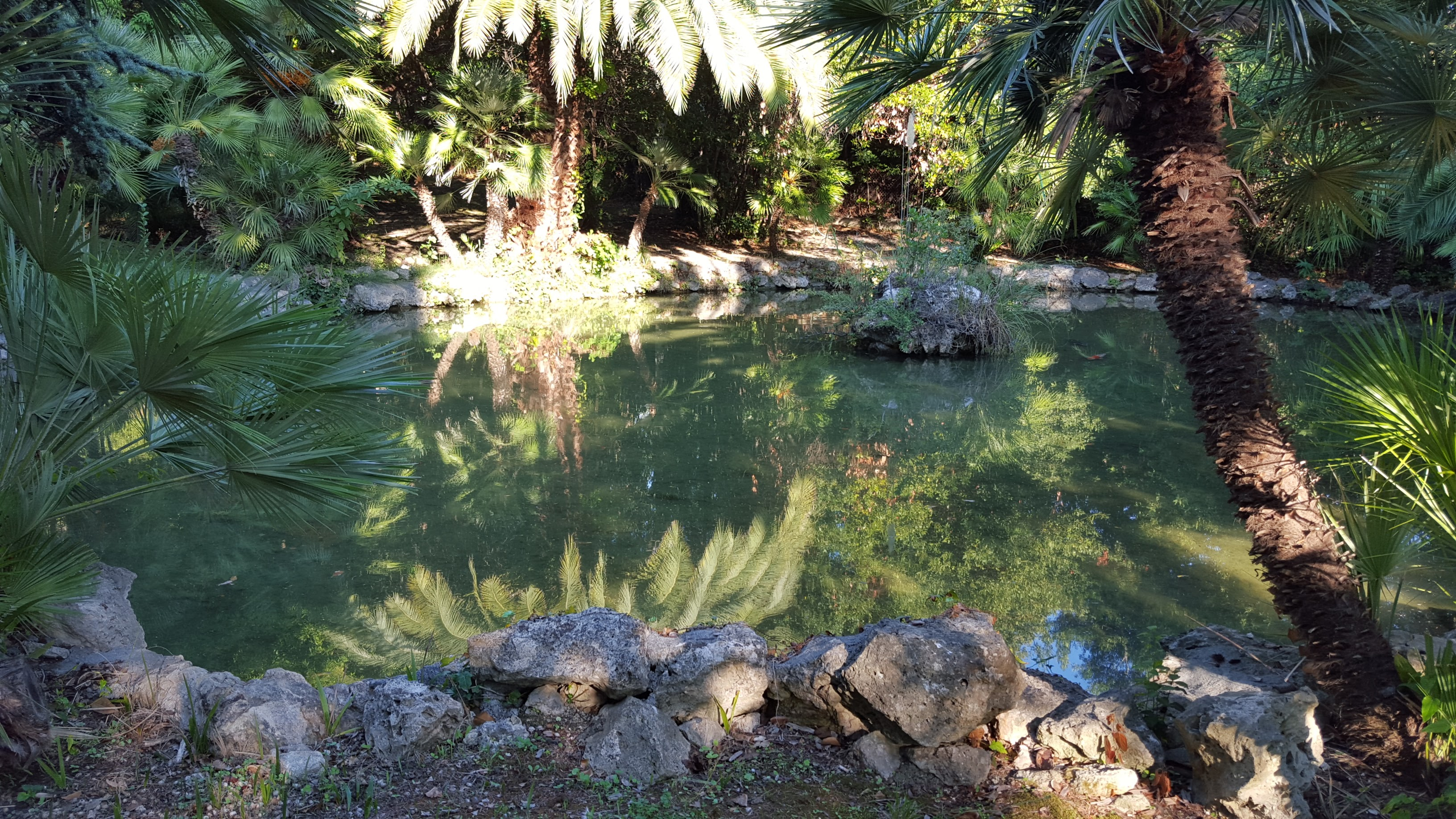
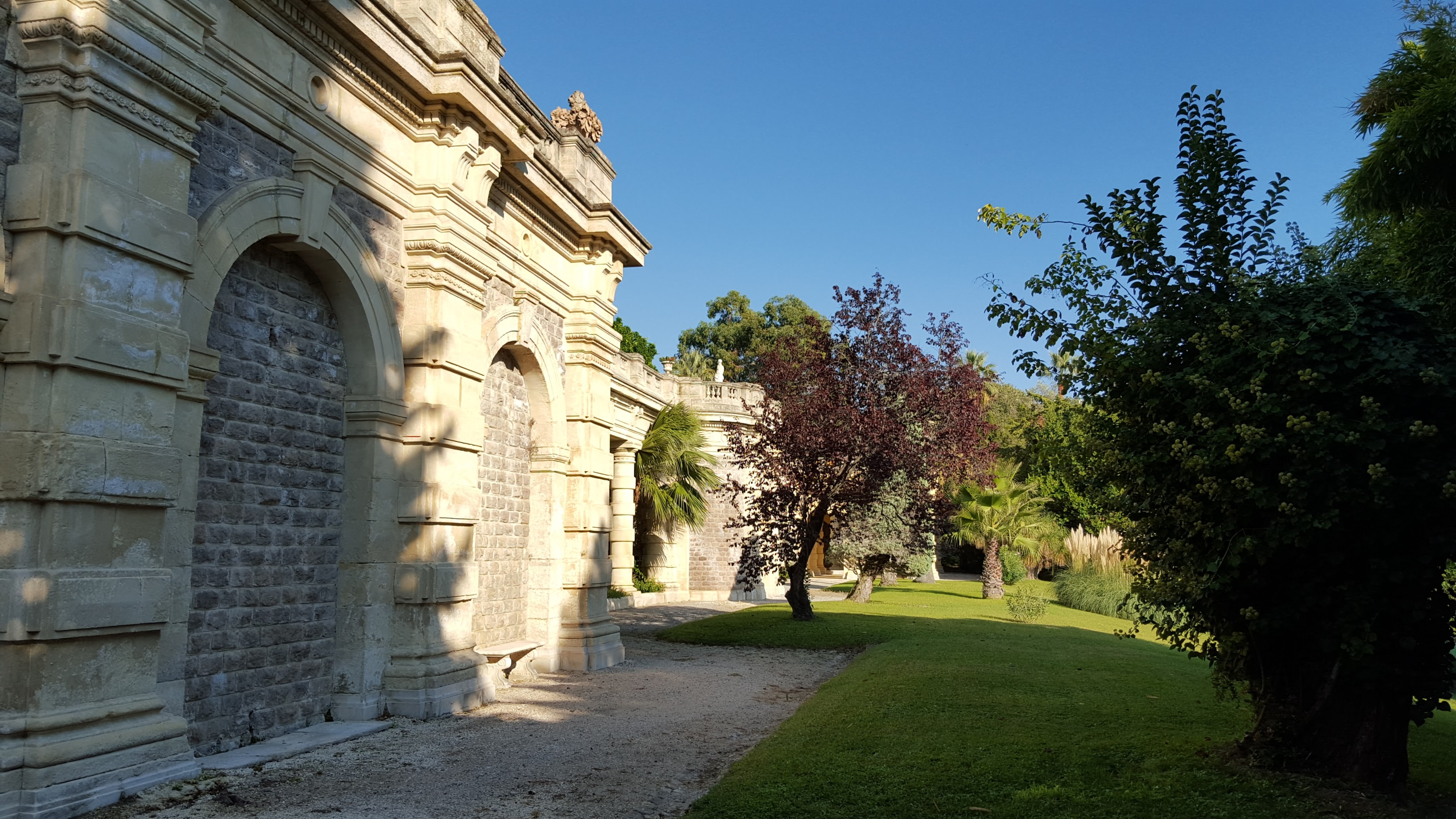
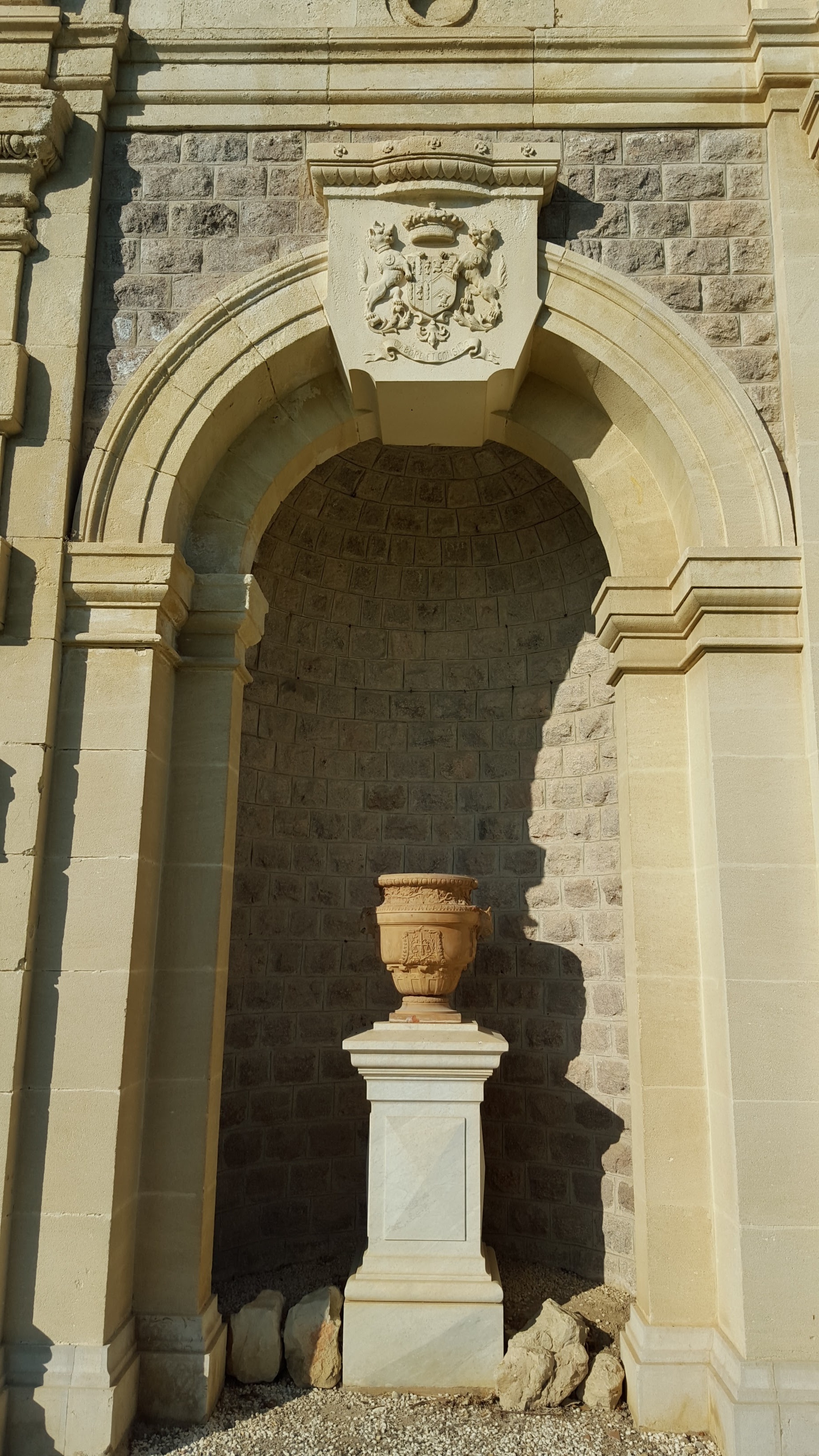
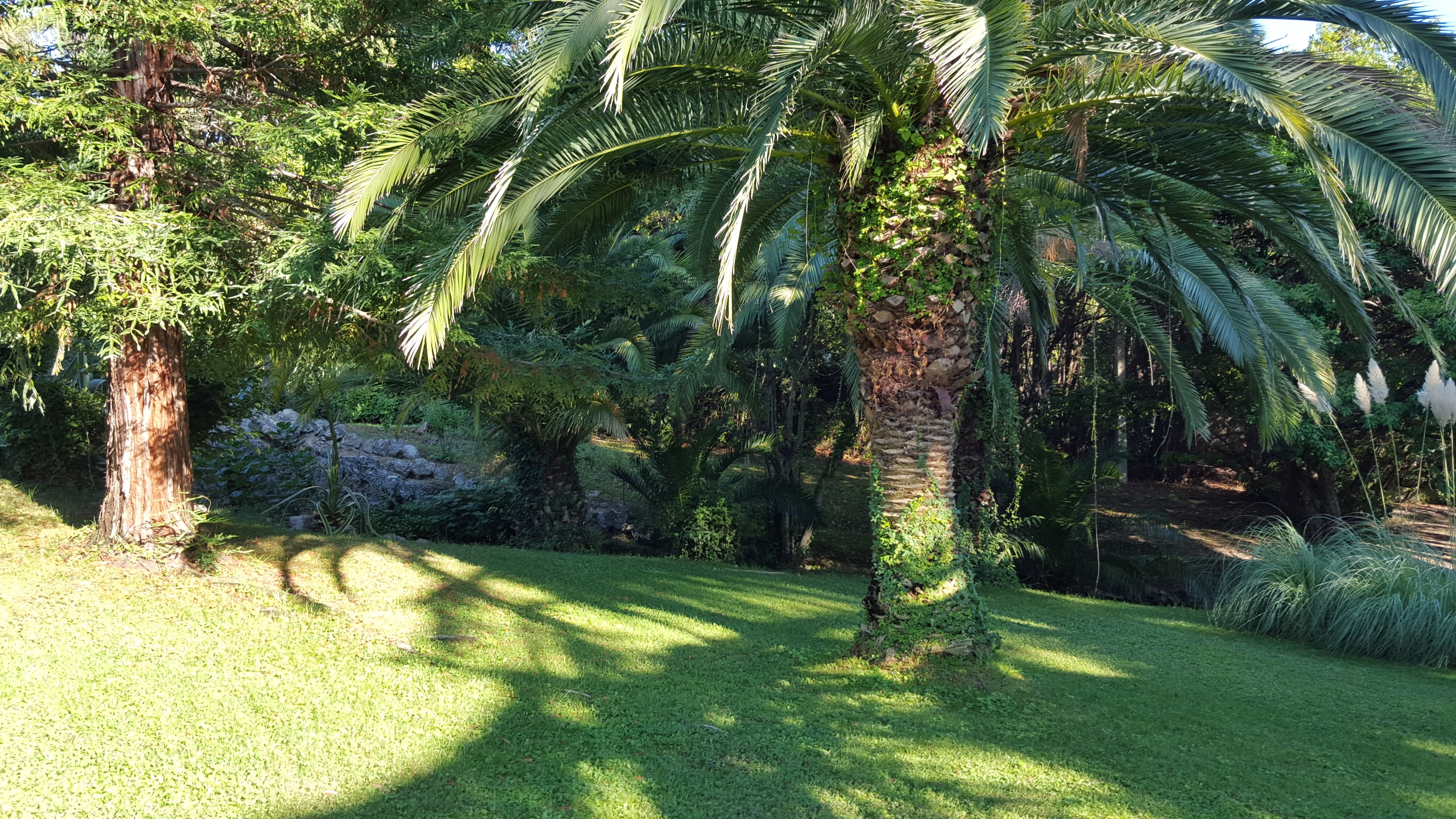
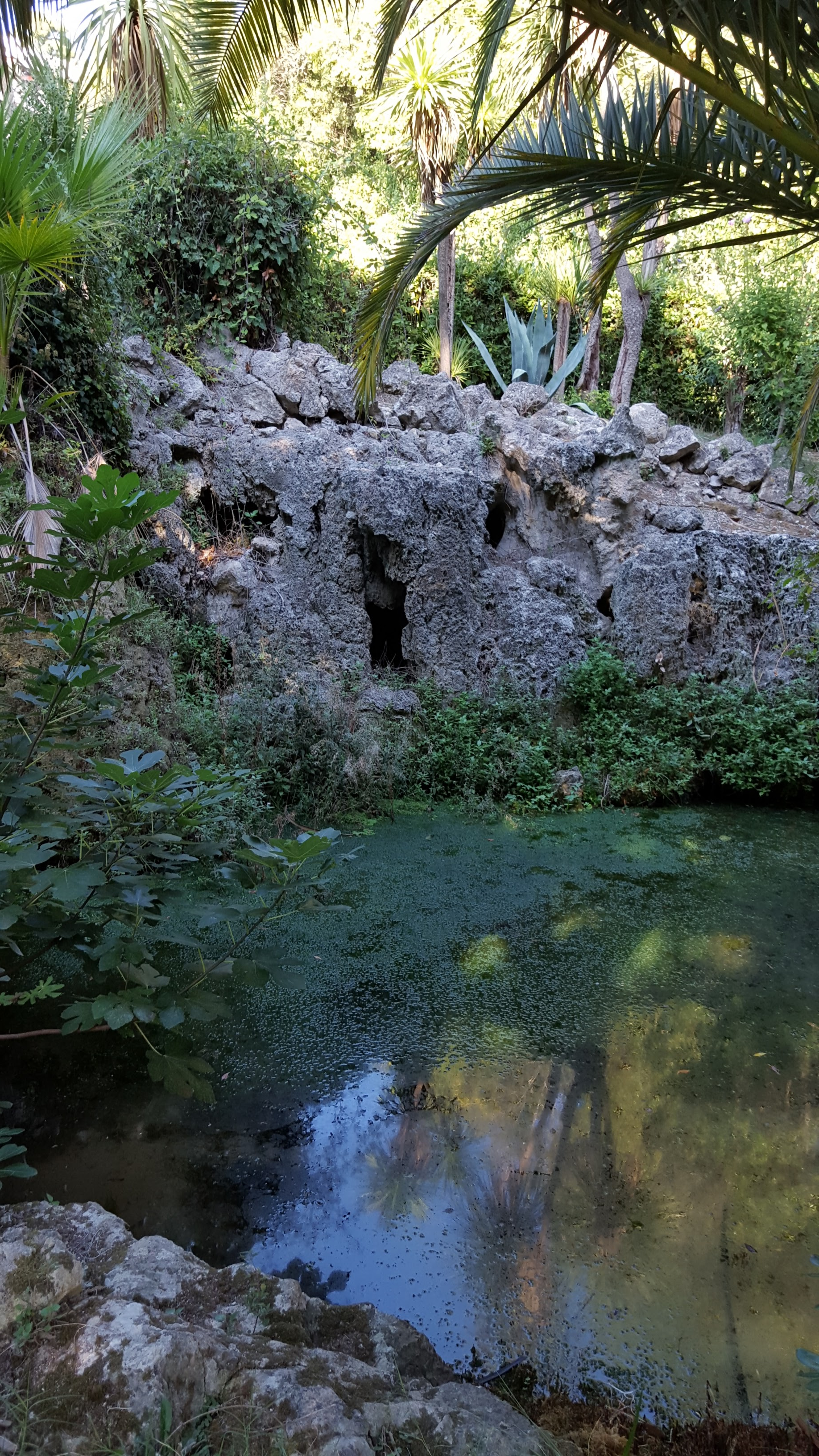

此处曾为越南的保大皇帝的住所。 